# Славянский сельский совет (Межевский район)
Славянский сельский совет (укр. Слов'янська сільська рада) — входит в состав
Межевского района
Днепропетровской области
Украины.
Административный центр сельского совета находится в
с. Славянка.

## Населённые пункты совета
- с. Славянка
- с. Андроновка
- с. Наталовка